# Compagnie Océane
 (octobre 2015).
Si vous disposez d'ouvrages ou d'articles de référence ou si vous connaissez des sites web de qualité traitant du thème abordé ici, merci de compléter l'article en donnant les références utiles à sa vérifiabilité et en les liant à la section « Notes et références ».
La Compagnie Océane est une société de transport maritime du Morbihan, filiale de la multinationale Transdev (anciennement Veolia Transport), dont 70 % du capital est détenu par la Caisse des dépôts et consignations et 30 % par le groupe allemand Rethmann. Elle a été créée à la suite de la décision du 27 novembre 2007 du conseil général du Morbihan d'attribuer à Veolia Transport les liaisons maritimes entre Quiberon (Port Maria) et les îles de Houat, Hoëdic, et Belle-Île-en-Mer, ainsi que la liaison entre Lorient et l'île de Groix. La Compagnie Océane transporte chaque année environ 1 600 000 passagers, ce qui représente, après les liaisons Corse–continent, un des plus gros trafics maritimes de passagers en France.
Elle a repris l'exploitation de ces lignes le 1er janvier 2008, faisant suite à la Société morbihannaise de navigation. Cette dernière a attaqué en justice ce contrat de délégation de service public signé par le Conseil général du Morbihan. Le contrat entre Veolia Transport et le Conseil général du Morbihan a une durée de 7 ans, du 1er janvier 2008 au 1er janvier 2015. Veolia Transport prévoit un chiffre d'affaires total sur 7 ans de 143 millions d'euros. Le contrat inclut la construction d'un nouveau ferry et d'une vedette rapide.  Une nouvelle délégation de service public (DSP) au profit de la Compagnie Océane a été votée le 18 novembre 2014, malgré une importante opposition des populations des îles desservies (Belle-Île-en-Mer, Groix, Hœdic et Houat). Le nouveau contrat a été signé, malgré sept années d'importants déficits d'exploitation (tandis que l'ancien délégataire était bénéficiaire sur son dernier exercice) et pour six nouvelles années, du 1er janvier 2015 au 1er janvier 2020,.
Le 1er janvier 2025, la compagnie Océane devient BreizhGo Océane afin de mieux intégrer l'entreprise au réseau régional aux yeux des voyageurs.

## Liaisons maritimes
La Compagnie Océane exploite quatre liaisons maritimes, qui sont effectuées pour le compte de BreizhGo.
| Ligne  | Caractéristiques | Caractéristiques                          | Caractéristiques                          | Caractéristiques                          | Caractéristiques                          | Caractéristiques                              | Caractéristiques                          | Caractéristiques                          | Caractéristiques                          |
| QUI-BI | Belle-Île-en-mer (Le Palais) par Quiberon | Belle-Île-en-mer (Le Palais) par Quiberon | Belle-Île-en-mer (Le Palais) par Quiberon | Belle-Île-en-mer (Le Palais) par Quiberon | Belle-Île-en-mer (Le Palais) par Quiberon | Belle-Île-en-mer (Le Palais) par Quiberon     | Belle-Île-en-mer (Le Palais) par Quiberon | Belle-Île-en-mer (Le Palais) par Quiberon | Belle-Île-en-mer (Le Palais) par Quiberon |
| QUI-BI | Quiberon ⥋ Le Palais (Belle-île-en-Mer) | Quiberon ⥋ Le Palais (Belle-île-en-Mer)   | Quiberon ⥋ Le Palais (Belle-île-en-Mer)   | Quiberon ⥋ Le Palais (Belle-île-en-Mer)   | Quiberon ⥋ Le Palais (Belle-île-en-Mer)   | Quiberon ⥋ Le Palais (Belle-île-en-Mer)       | Quiberon ⥋ Le Palais (Belle-île-en-Mer)   | Quiberon ⥋ Le Palais (Belle-île-en-Mer)   | Quiberon ⥋ Le Palais (Belle-île-en-Mer)   |
| ------ | --- | ----------------------------------------- | ----------------------------------------- | ----------------------------------------- | ----------------------------------------- | --------------------------------------------- | ----------------------------------------- | ----------------------------------------- | ----------------------------------------- |
| QUI-BI | Ouverture / Fermeture — / — | Longueur —                                | Durée 50 min                              | Nb. d’arrêts 2                            | Matériel Vindilis Bangor Kerdonis         | Jours de fonctionnement L, Ma, Me, J, V, S, D | Jour / Soir / Nuit / Fêtes O / O / N / O  | Voy. / an —                               | Transporteur Compagnie Océane             |
| QUI-BI | Desserte : - Villes et lieux desservies : Quiberon, Le Palais - Stations et gares desservies : Gare Maritime de Port-Maria, Gare Maritime du Palais      |                                           |                                           |                                           |                                           |                                               |                                           |                                           |                                           |
| QUI-BI | Autre : Transport de passagers et de véhicules. |                                           |                                           |                                           |                                           |                                               |                                           |                                           |                                           |
| QUI-BI | Dernière actualisation : — |                                           |                                           |                                           |                                           |                                               |                                           |                                           |                                           |
| QUI-BI | Belle-Île-en-mer (Sauzon) par Quiberon | Belle-Île-en-mer (Sauzon) par Quiberon    | Belle-Île-en-mer (Sauzon) par Quiberon    | Belle-Île-en-mer (Sauzon) par Quiberon    | Belle-Île-en-mer (Sauzon) par Quiberon    | Belle-Île-en-mer (Sauzon) par Quiberon        | Belle-Île-en-mer (Sauzon) par Quiberon    | Belle-Île-en-mer (Sauzon) par Quiberon    | Belle-Île-en-mer (Sauzon) par Quiberon    |
| QUI-BI | Quiberon ⥋ Sauzon (Belle-île-en-Mer) |                                           |                                           |                                           |                                           |                                               |                                           |                                           |                                           |
| QUI-BI | Ouverture / Fermeture — / — | Longueur —                                | Durée 30 min                              | Nb. d’arrêts 2                            | Matériel Kerdonis                         | Jours de fonctionnement L, Ma, Me, J, V, S, D | Jour / Soir / Nuit / Fêtes O / O / N / O  | Voy. / an —                               | Transporteur Compagnie Océane             |
| QUI-BI | Desserte : - Villes et lieux desservies : Quiberon, Sauzon - Stations et gares desservies : Gare Maritime de Port-Maria, Sauzon                          |                                           |                                           |                                           |                                           |                                               |                                           |                                           |                                           |
| QUI-BI | Autre : Uniquement en mai, juillet et août. Transport de passagers uniquement.                                                                           |                                           |                                           |                                           |                                           |                                               |                                           |                                           |                                           |
| QUI-BI | Dernière actualisation : — |                                           |                                           |                                           |                                           |                                               |                                           |                                           |                                           |
| QUI-HH | Houat et Hoëdic par Quiberon | Houat et Hoëdic par Quiberon              | Houat et Hoëdic par Quiberon              | Houat et Hoëdic par Quiberon              | Houat et Hoëdic par Quiberon              | Houat et Hoëdic par Quiberon                  | Houat et Hoëdic par Quiberon              | Houat et Hoëdic par Quiberon              | Houat et Hoëdic par Quiberon              |
| QUI-HH | Quiberon ⥋ Houat ↔ Hoëdic |                                           |                                           |                                           |                                           |                                               |                                           |                                           |                                           |
| QUI-HH | Ouverture / Fermeture — / — | Longueur —                                | Durée 65 min                              | Nb. d’arrêts 3                            | Matériel Melvan Kerdonis                  | Jours de fonctionnement L, Ma, Me, J, V, S, D | Jour / Soir / Nuit / Fêtes O / O / N / O  | Voy. / an —                               | Transporteur Compagnie Océane             |
| QUI-HH | Desserte : - Villes et lieux desservies : Quiberon, Houat, Hœdic - Stations et gares desservies : Gare Maritime de Port-Maria, Houat, Hœdic              |                                           |                                           |                                           |                                           |                                               |                                           |                                           |                                           |
| QUI-HH | Autre : Opère également des services spéciaux directs entre Quiberon et Houat ainsi qu'entre Houat et Hoëdic. Transport de passagers et de marchandises. |                                           |                                           |                                           |                                           |                                               |                                           |                                           |                                           |
| QUI-HH | Dernière actualisation : — |                                           |                                           |                                           |                                           |                                               |                                           |                                           |                                           |
| LO-GX  | Groix (Port Tudy) par Lorient | Groix (Port Tudy) par Lorient             | Groix (Port Tudy) par Lorient             | Groix (Port Tudy) par Lorient             | Groix (Port Tudy) par Lorient             | Groix (Port Tudy) par Lorient                 | Groix (Port Tudy) par Lorient             | Groix (Port Tudy) par Lorient             | Groix (Port Tudy) par Lorient             |
| LO-GX  | Lorient ⥋ Port Tudy (Ile de Groix) |                                           |                                           |                                           |                                           |                                               |                                           |                                           |                                           |
| LO-GX  | Ouverture / Fermeture — / — | Longueur —                                | Durée 45 min                              | Nb. d’arrêts 2                            | Matériel Île de Groix Breizh Nevez        | Jours de fonctionnement L, Ma, Me, J, V, S, D | Jour / Soir / Nuit / Fêtes O / O / N / O  | Voy. / an —                               | Transporteur Compagnie Océane             |
| LO-GX  | Desserte : - Villes et lieux desservies : Lorient, Port-Tudy - Stations et gares desservies : Gare Maritime de Lorient, Port-Tudy                        |                                           |                                           |                                           |                                           |                                               |                                           |                                           |                                           |
| LO-GX  | Autre : Transport de passagers et de véhicules. |                                           |                                           |                                           |                                           |                                               |                                           |                                           |                                           |
| LO-GX  | Dernière actualisation : — |                                           |                                           |                                           |                                           |                                               |                                           |                                           |                                           |

## Flotte
Les navires appartiennent à la région Bretagne qui les met au service de la Compagnie Océane. Ils ont été pour la plupart déjà exploités par la Société morbihannaise de navigation, sauf le Kerdonis, le Melvan, l’Île de Groix et le Breizh Nevez I qui ont été livrés après le 1er janvier 2008.

### Entre Quiberon et Belle-Île-en-Mer

#### Vindilis
Roulier construit en 1998, en remplacement du Guerveur sur la ligne Le Palais–Quiberon. Premier navire du conseil général du Morbihan étant équipé d'une plateforme élévatrice pour véhicules (dit aussi Car Deck) et d'une coupée actionnée par un treuil hydraulique dédiée uniquement aux embarquements et débarquements des passagers. Il est aussi le plus gros navire qu'exploite la Compagnie Océane.
| Longueur             | 48 m                                                     |
| Largeur              | 12,50 m                                                  |
| Capacité             | 398 passagers et 39 voitures (Car Deck pour 12 voitures) |
| Vitesse de croisière | 12,5 nœuds                                               |

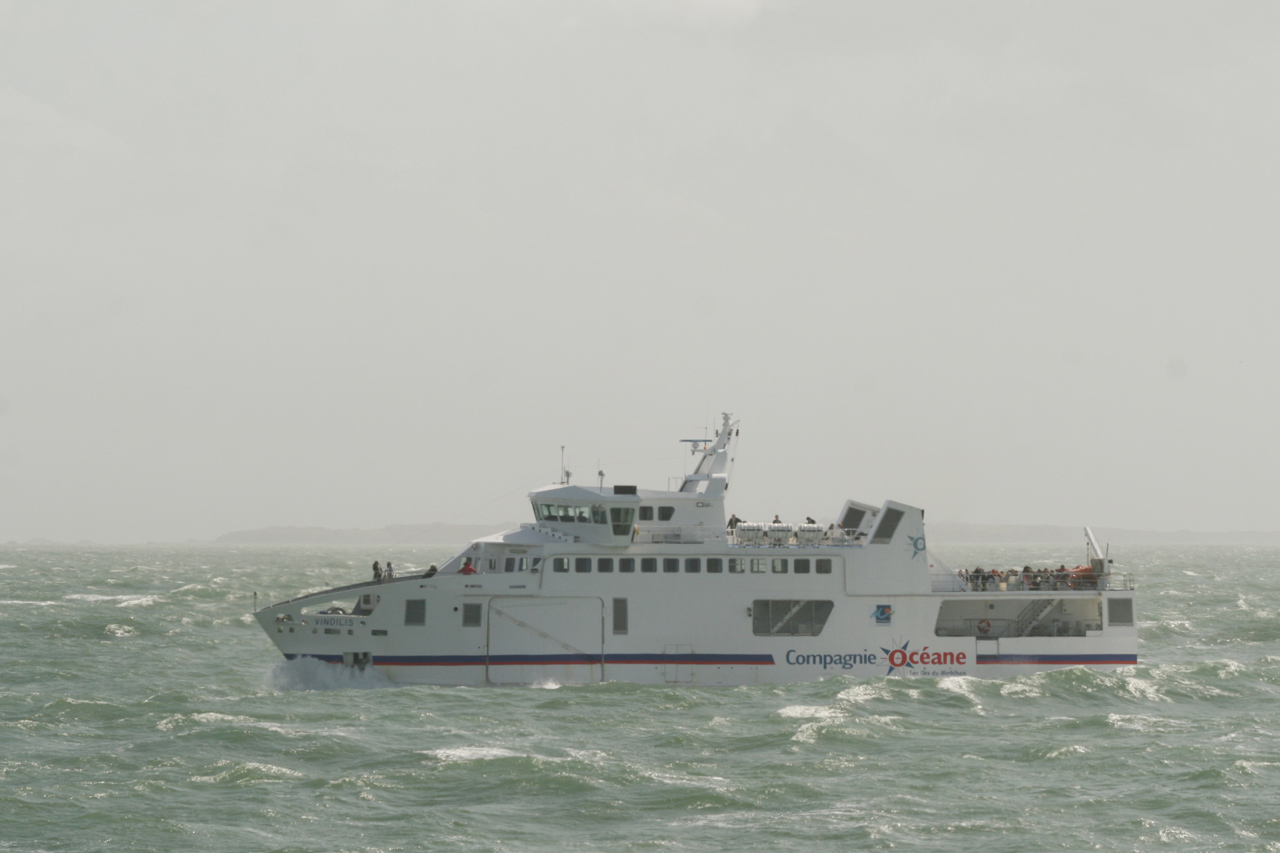
Le Vindilis vu sur bâbord
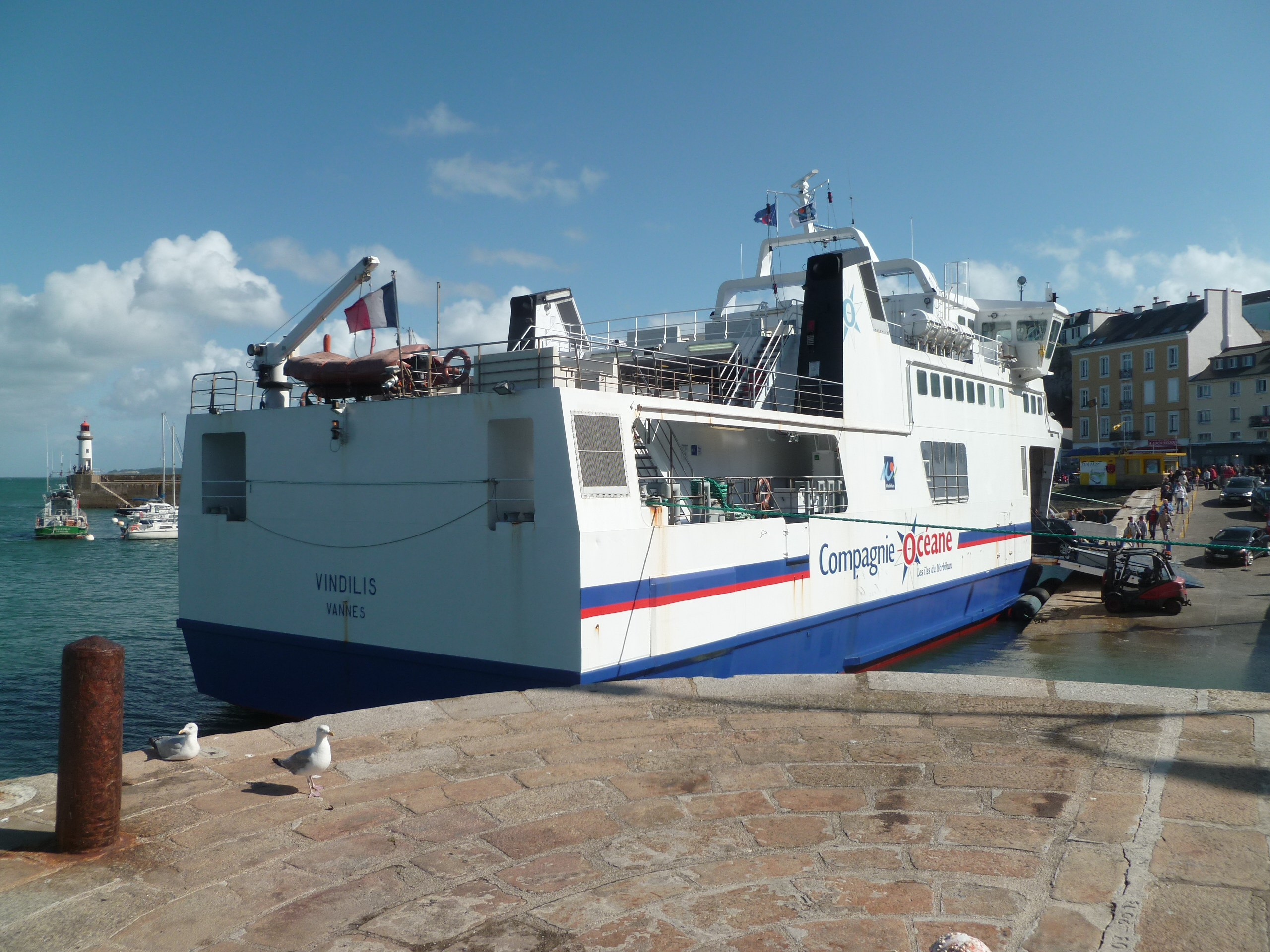
Le Vindilis à quai au Palais
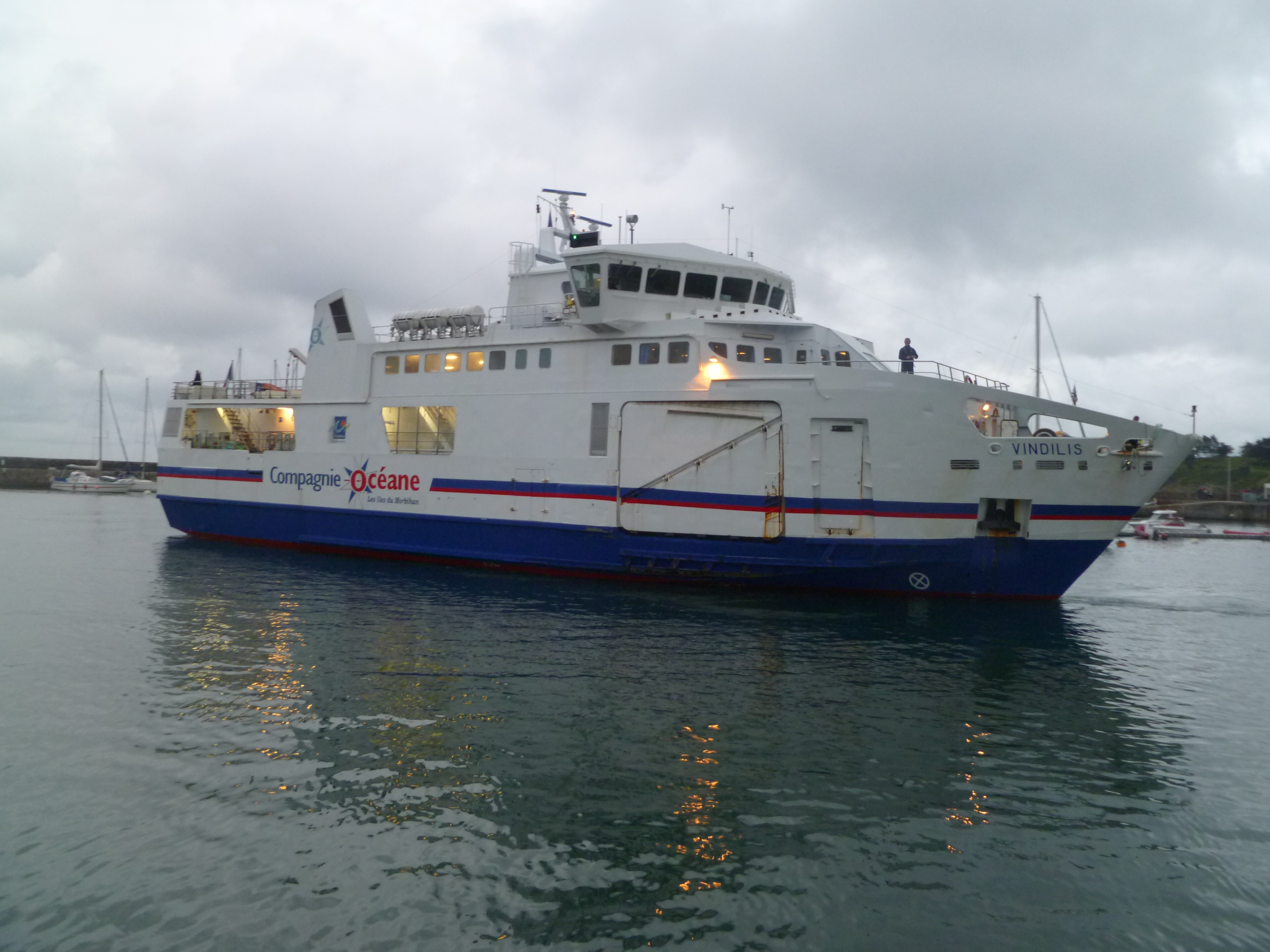
Le Vindilis vu sur tribord

#### Bangor
Roulier construit en 2006, jumeau de l'Île de Groix. Remplace l'Acadie sur la ligne Le Palais–Quiberon.
| Longueur             | 46 m                                                                                   |
| Largeur              | 12 m                                                                                   |
| Capacité             | 450 passagers et 32 voitures (ou 3 camions et 15 voitures) ; Car Deck pour 12 voitures |
| Vitesse de croisière | 12 nœuds                                                                               |

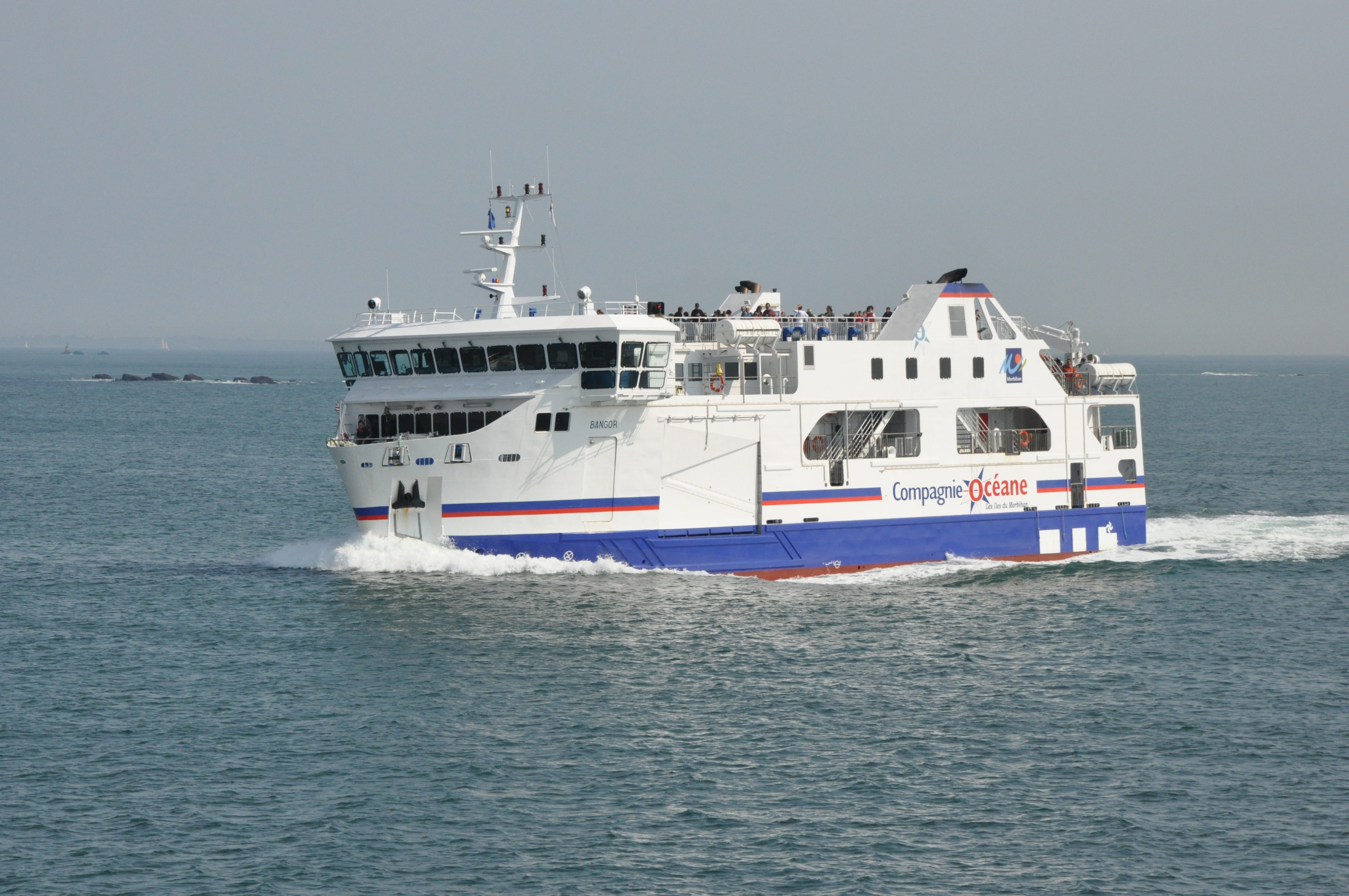
Le Bangor vu sur bâbord

#### Kerdonis
Vedette rapide construite en 2010 par le chantier Gamelin à La Rochelle en remplacement du Locmaria 56, exploité sur les lignes Le Palais–Quiberon et Sauzon–Quiberon. Ce navire, bien que moins rapide et transportant moins de passagers que le Locmaria 56, consomme beaucoup moins de carburant que celui-ci, qui a été vendu en 2010 à la collectivité territoriale de Saint-Pierre-et-Miquelon.
Il assure aussi une rotation dominicale sur Groix pour compléter le Saint Tudy en mai, juin et septembre.
| Longueur             | 30,75 m       |
| Largeur              | 7,90 m        |
| Capacité             | 295 passagers |
| Vitesse de croisière | 20 nœuds      |

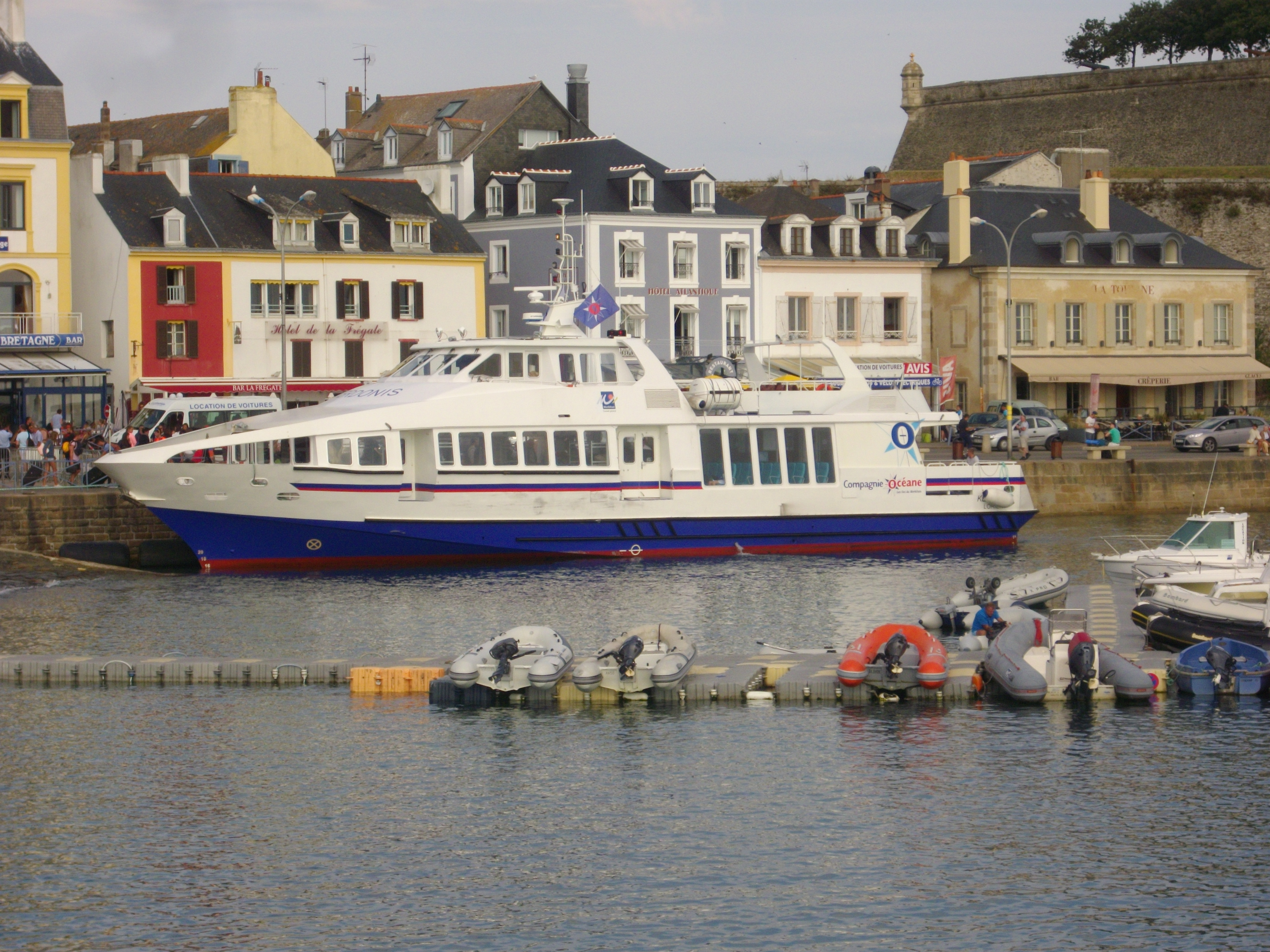
Le Kerdonis amarré au Palais, vu sur bâbord.

### Entre Quiberon et les îles de Houat et Hoëdic
Durée de traversée entre Quiberon et Houat : entre 40 et 45 minutes.
Durée de traversée entre Quiberon et Hoëdic : entre 55 et 70 minutes.

#### Melvan
Vedette mixte construite en 2010 par le chantier Glehen à Douarnenez. Remplace le Dravanteg sur la ligne Quiberon–Houat–Hoëdic.
| Longueur             | 31 m                            |
| Largeur              | 8,06 m                          |
| Capacité             | 234 passagers et 2 à 3 voitures |
| Vitesse de croisière | 16,5 nœuds                      |

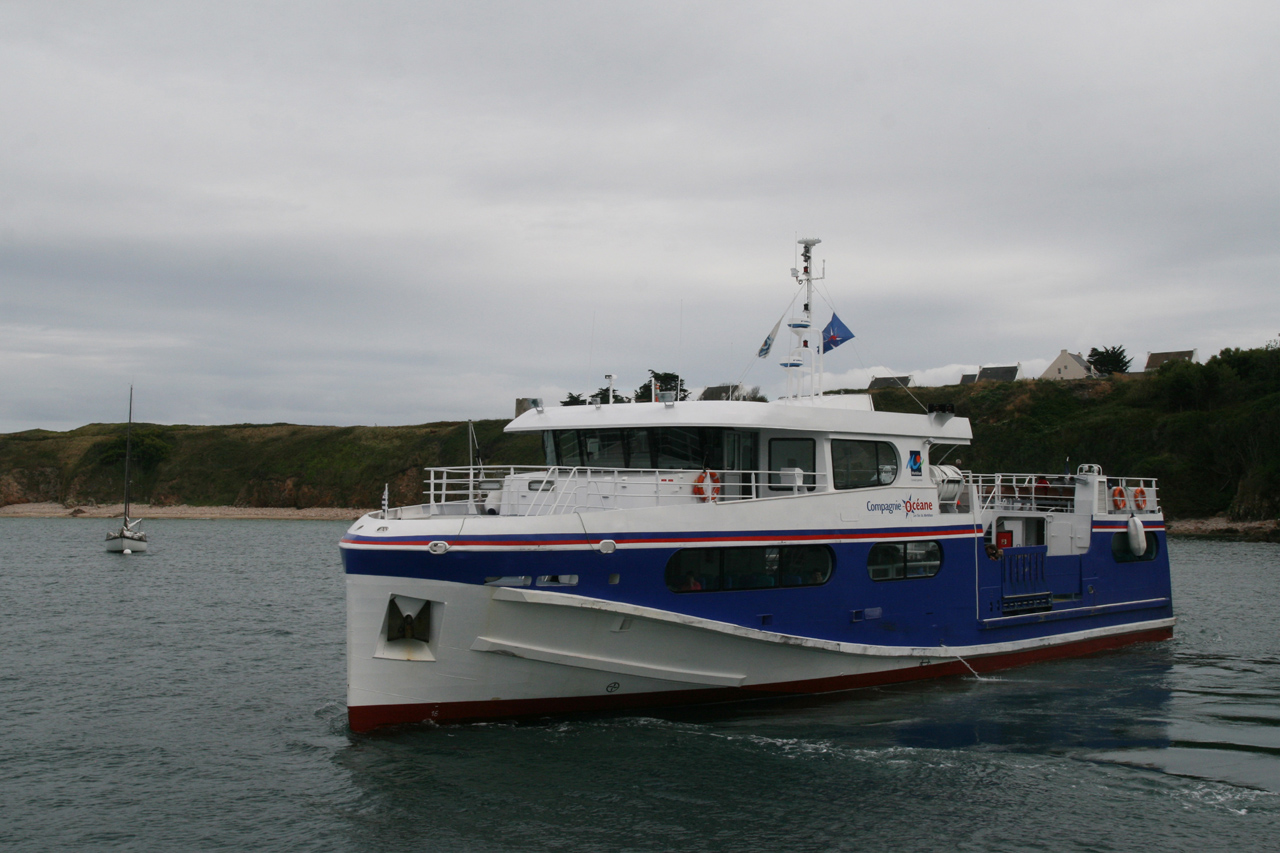
Le Melvan

### Entre Lorient et l'île de Groix
Durée de la traversée: entre 45 et 50 minutes.

#### Saint Tudy
Roulier construit en 1985, il a été entièrement remotorisé fin 2011 pour pouvoir continuer son service au moins jusqu'en 2015. Malgré son âge assez avancé (30 ans en 2015), il assure tout seul la liaison en hiver car il est le seul qui est autorisé à transporter des camions citerne d'essence destinée à la station-service de l'île (du fait de ses grandes ouvertures permettant une bonne aération du garage). 
Il est aujourd'hui positionné en navire de réserve.
| Longueur             | 44,50 m                       |
| Largeur              | 11 m                          |
| Capacité             | 440 passagers et 21 véhicules |
| Vitesse de croisière | 12 nœuds                      |

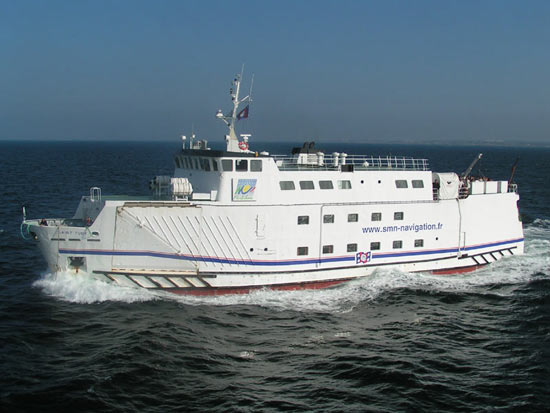
Le Saint Tudy vu sur bâbord

#### Île de Groix
Roulier construit en 2008, sistership du Bangor. Il a remplacé le Kreiz er Mor sur la ligne Lorient–Groix.
En basse saison (octobre-mars), il sert sur la liaison Quiberon–Le Palais (Belle-Île-en-Mer) en cas d'avarie du Vindilis ou du Bangor.
| Longueur             | 46 m                                                                 |
| Largeur              | 12 m                                                                 |
| Capacité             | 32 voitures (ou 3 camions et 15 voitures), Car Deck pour 12 voitures |
| Vitesse de croisière | 12 nœuds                                                             |

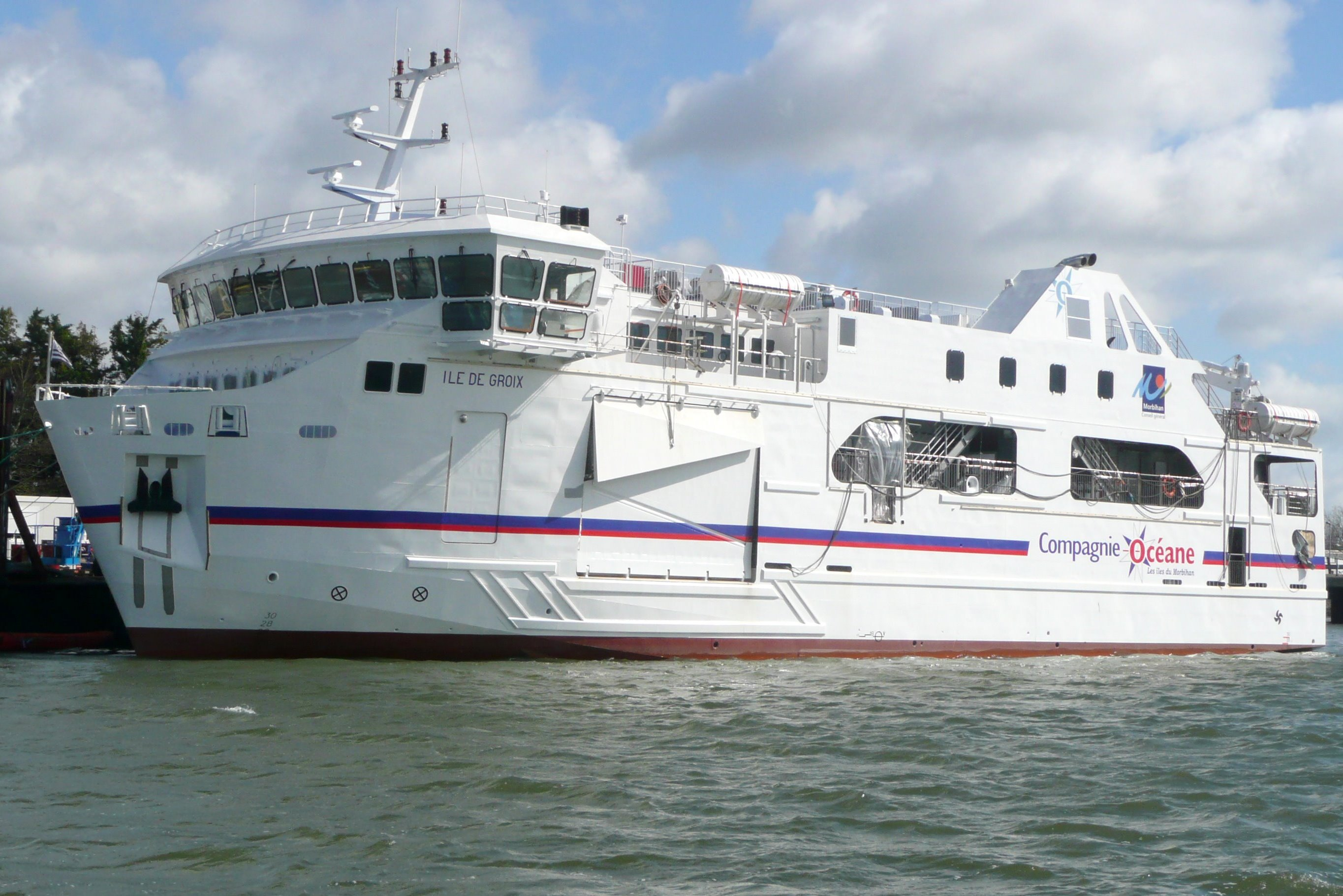
L'Île de Groix

#### Breizh Nevez I
Roulier mis en service en 2018 pour remplacer le Saint Tudy.

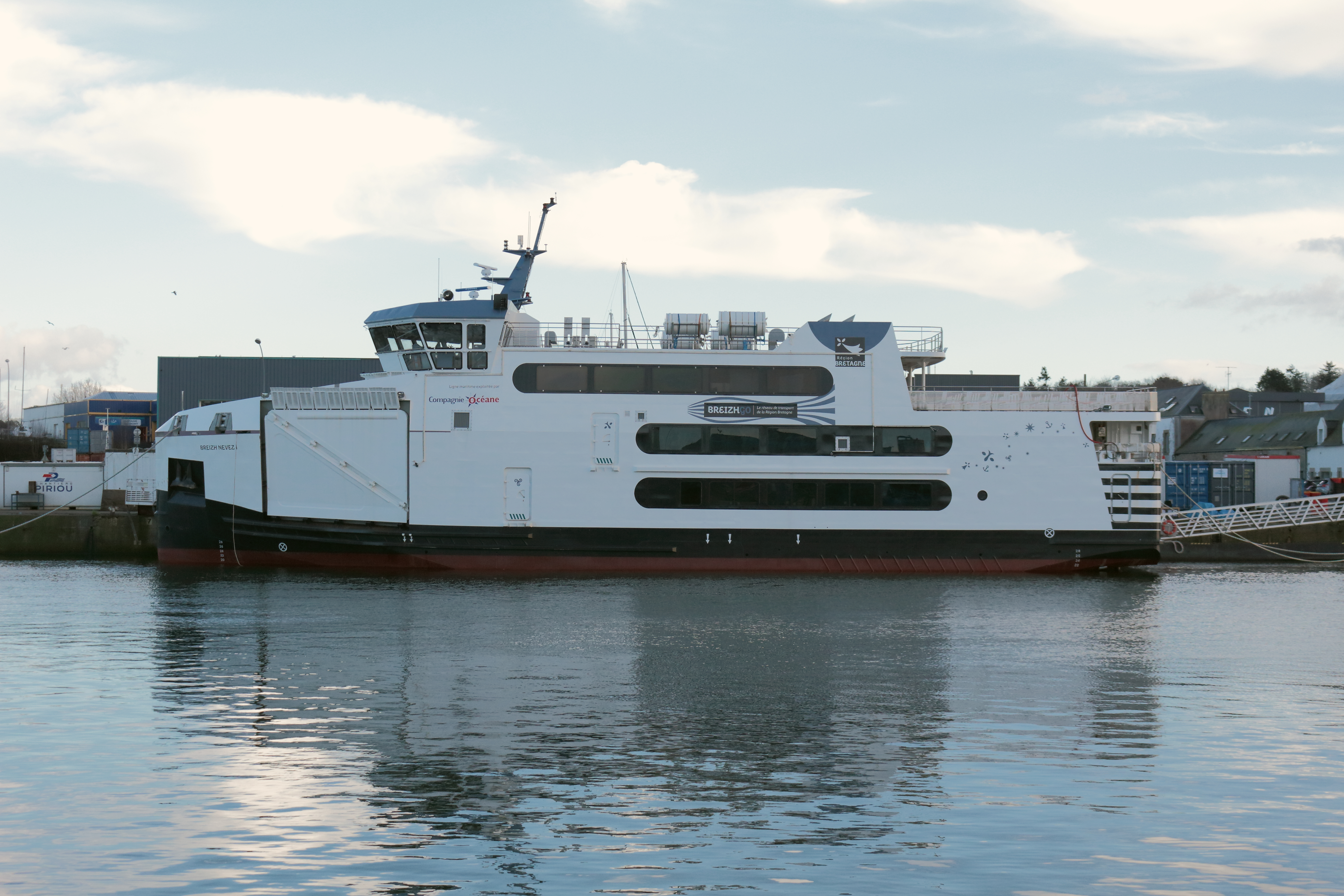
Breizh Nevez I, en finition dans le port de Concarneau.

| Longueur             | 43,5 m                                                                             |
| Largeur              | 12 m                                                                               |
| Capacité             | 300 passagers, 18 voitures (ou 3 camions et 7 voitures), 15 m3 de gazole en soute. |
| Vitesse de croisière | 11,5 nœuds                                                                         |

## Anciens navires du conseil général du Morbihan
Note : les anciens navires sont classés par date de construction.

### Émile Solacroup
L'Émile Solacroup (surnommé Le Solacroup par les Bellilois) a été construit en 1897 dans les chantiers Fouchard à Nantes. Navire très confortable pour l'époque, il était équipé de ballasts, et d'un salon de première classe très chic. Rénové en profondeur au début des années 1930 avec l'ajout d'une passerelle fermée pour améliorer le confort de conduite. Bombardé puis renfloué durant la deuxième guerre, le Solacroup reste en service jusqu'en 1954. Il fut démoli la même année, après 57 ans de service.
| Longueur             | 32,50 m                                    |
| Largeur              | 6,00 m                                     |
| Capacité             | 275 puis 245 passagers + quelques voitures |
| Vitesse de croisière | environ 10 nœuds                           |

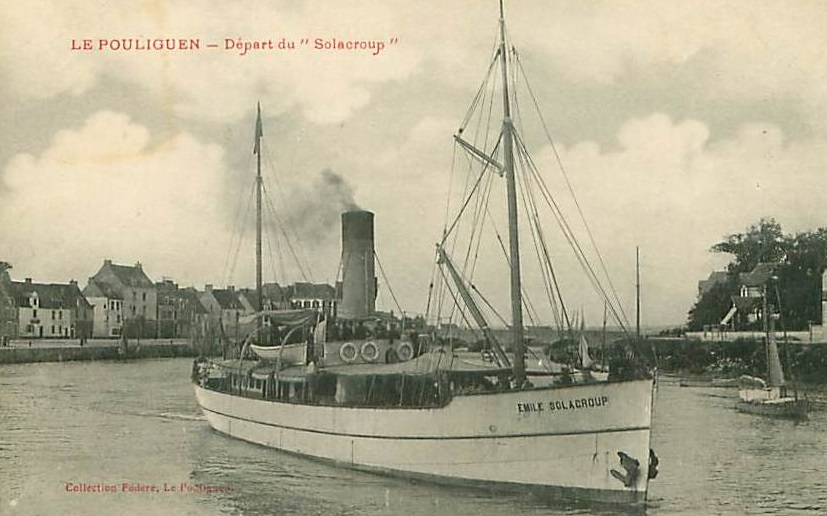
L'Émile Solacroup avant rénovation.
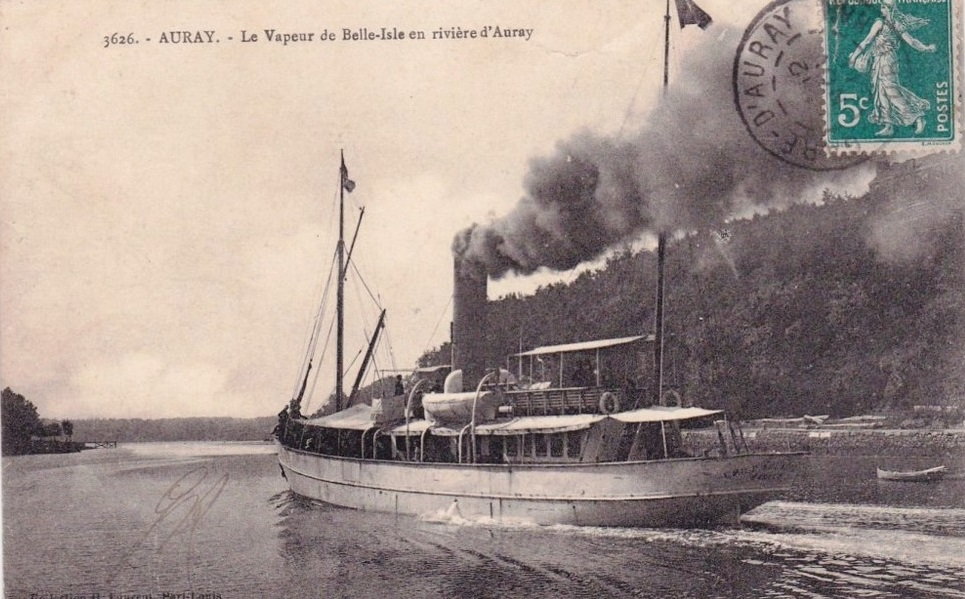
L'Émile Solacroup avant rénovation.
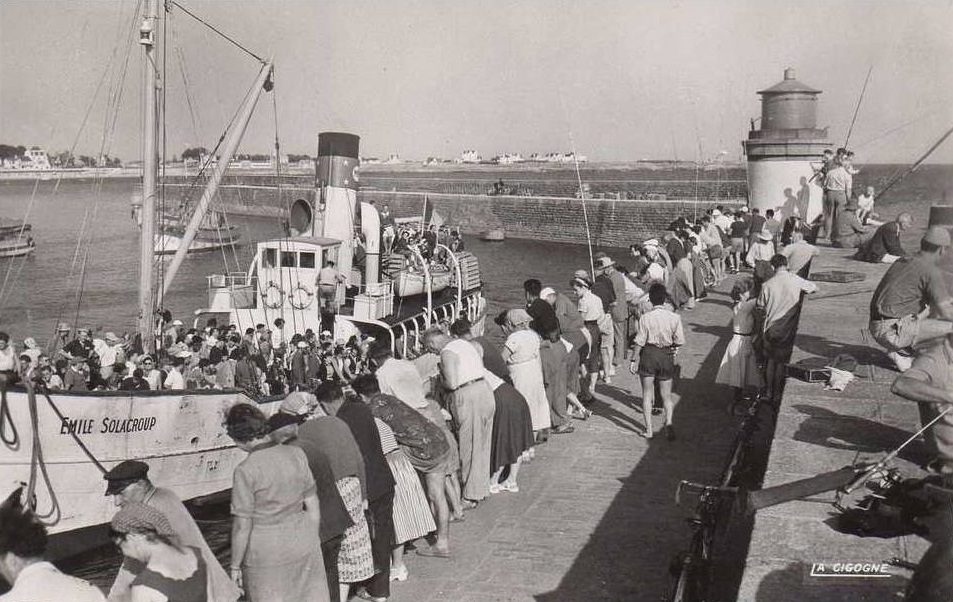
Le Solacroup à Quiberon après rénovation.
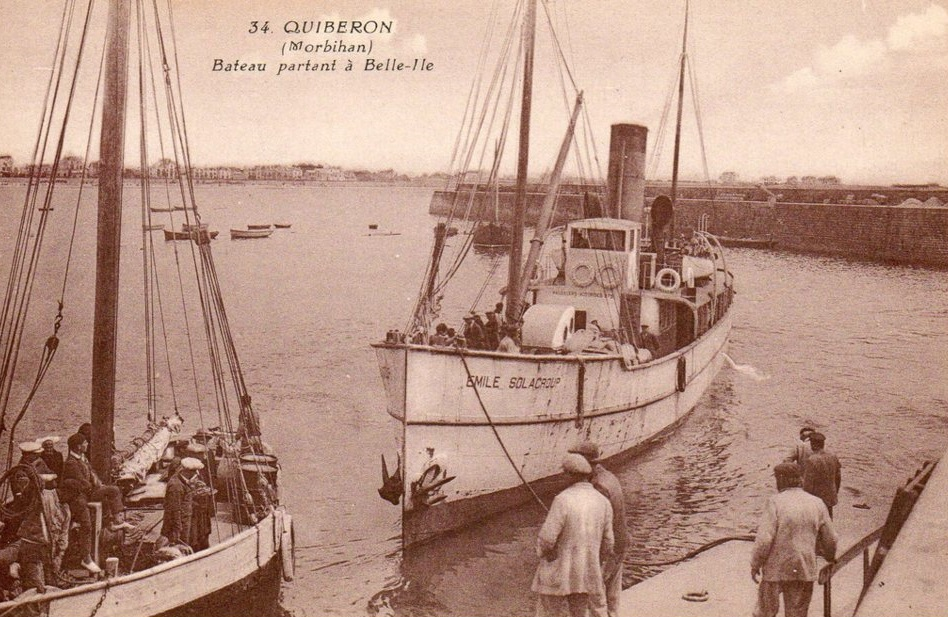
Le Solacroup après rénovation.
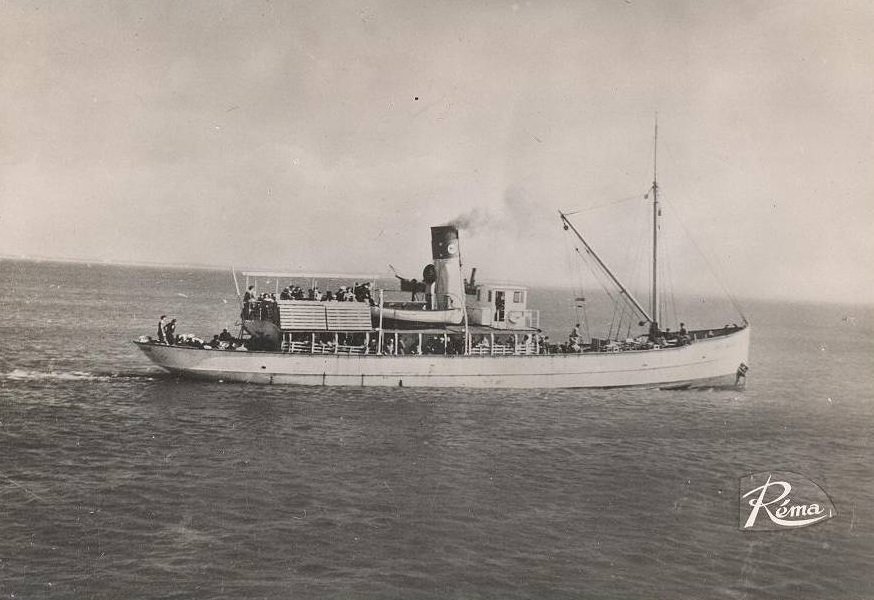
Le Solacroup après rénovation.

### Guédel
Le Guédel est le dernier « vapeur » (bien qu'il soit propulsé par un moteur Diesel) de la ligne Quiberon–Le Palais, mis en service en 1930. Il est venu doubler l'Émile Solacroup qui avait déjà 33 ans en 1930. En 1932, le Guédel tournait en été, tandis que le Solacroup prenait la relève pour la saison hivernale. Réquisitionné dès l'arrivée des Allemands durant la Seconde Guerre mondiale, il partit en Angleterre avec le Stanislas Poumet, une dundée mixte affectée à la liaison Auray–Belle île. 
Le 20 février 1947, le Guédel, qui assurait la liaison régulière entre Quiberon et Belle-Île se retrouve échoué sur les récifs Men Moroch à côté de Port-Maria à la suite d'une défaillance du gouvernail, et le vent fort empêchait de manœuvrer correctement le navire. Après avoir été réparé à Lorient, il reprend le service régulier jusqu'en 1956 lorsque le Belle-Isle prit le relais, et le Guédel devient son suppléant. Enfin, le Guédel est désarmé en 1971 à l'arrivée du nouveau roulier l'Acadie. Racheté en 1979, il servit quelques années comme sablier sur la Loire.
| Longueur             | 32,68 m                     |
| Largeur              | 7,03 m                      |
| Capacité             | 300 passagers et 9 voitures |
| Vitesse de croisière | environ 10 nœuds            |

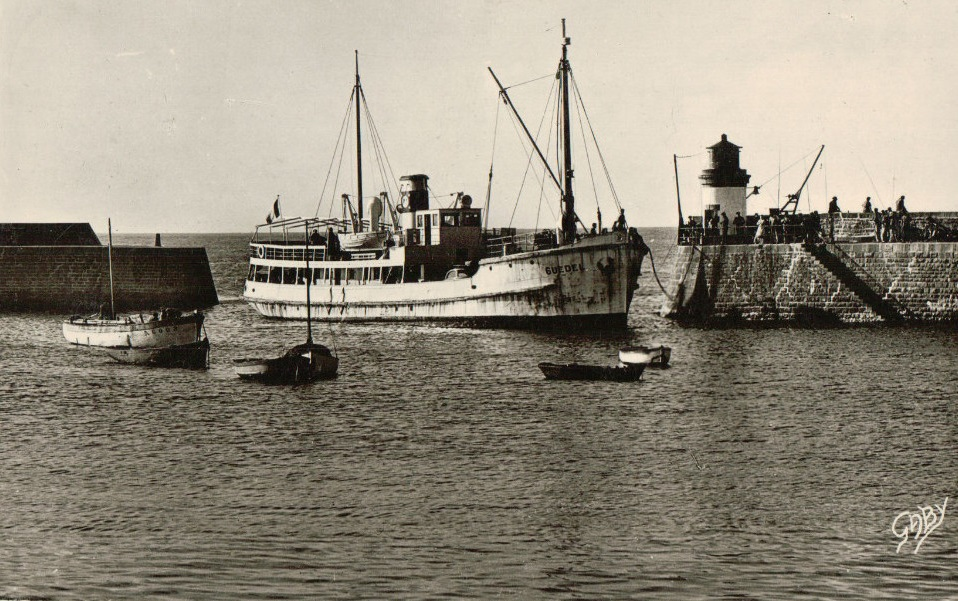
Entrée du Guédel à Port-Maria.
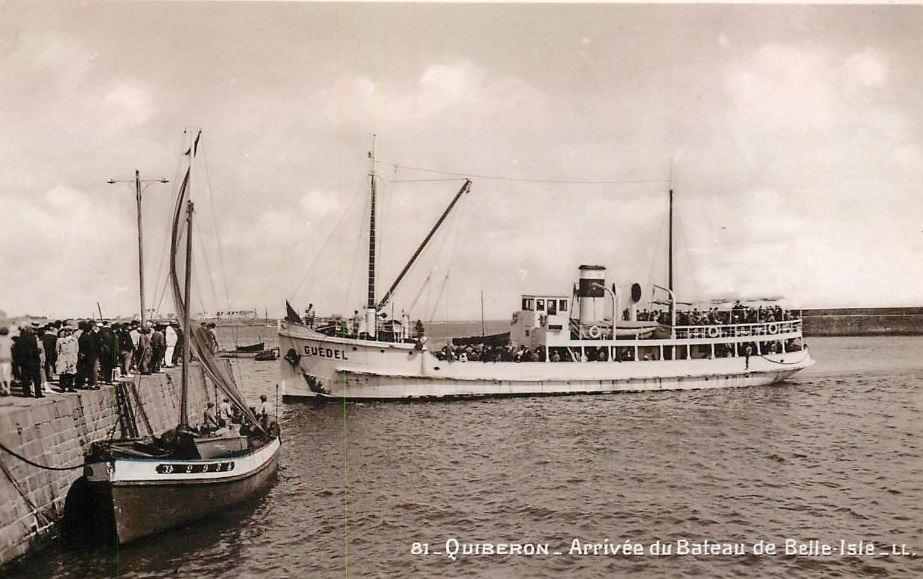
Arrivée du Guédel à Port-Maria.
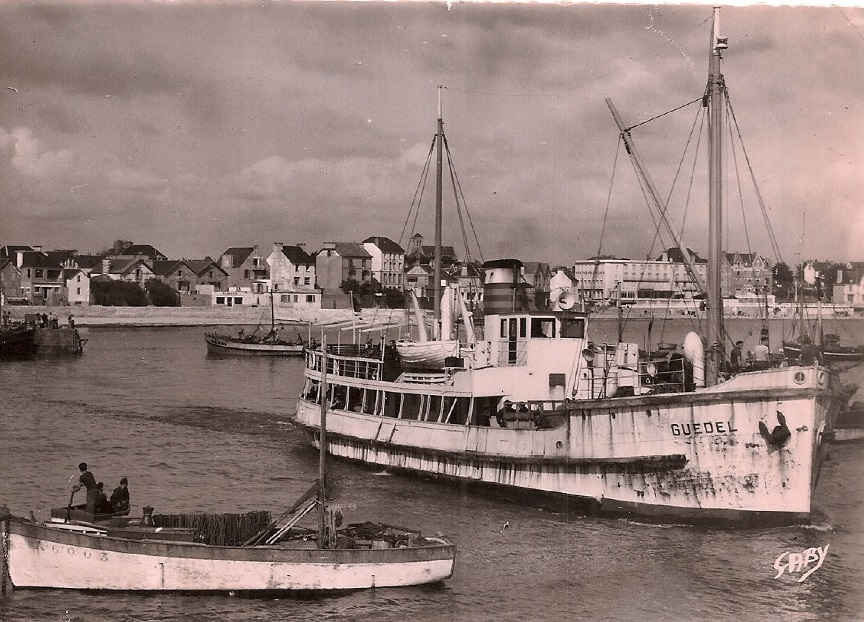
Appareillage du Guédel de Port-Maria.
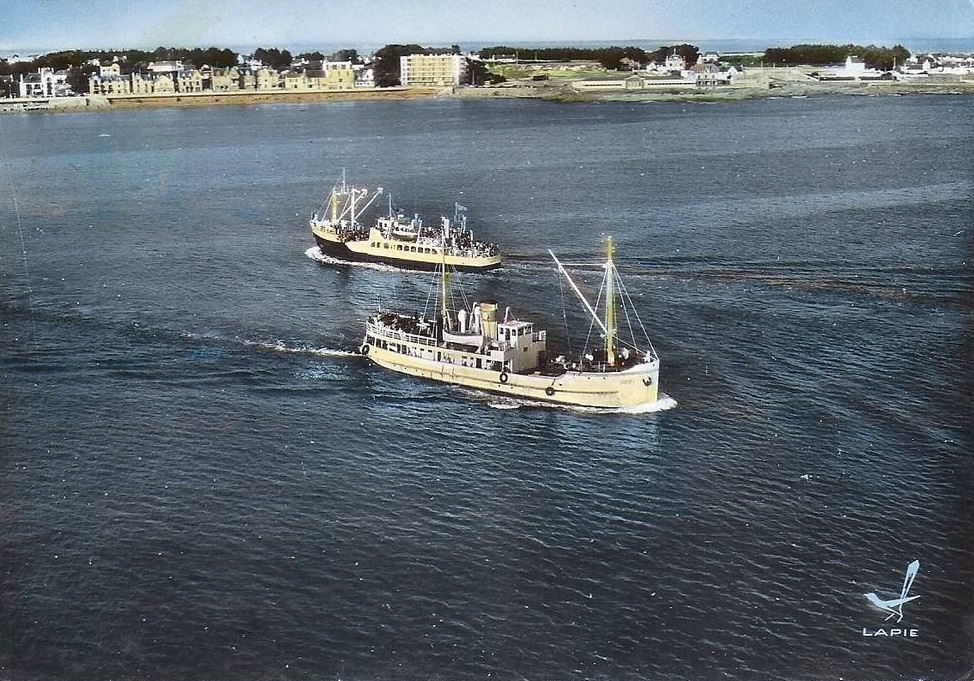
Croisement proche de Quiberon du Belle-Isle et du Guédel.
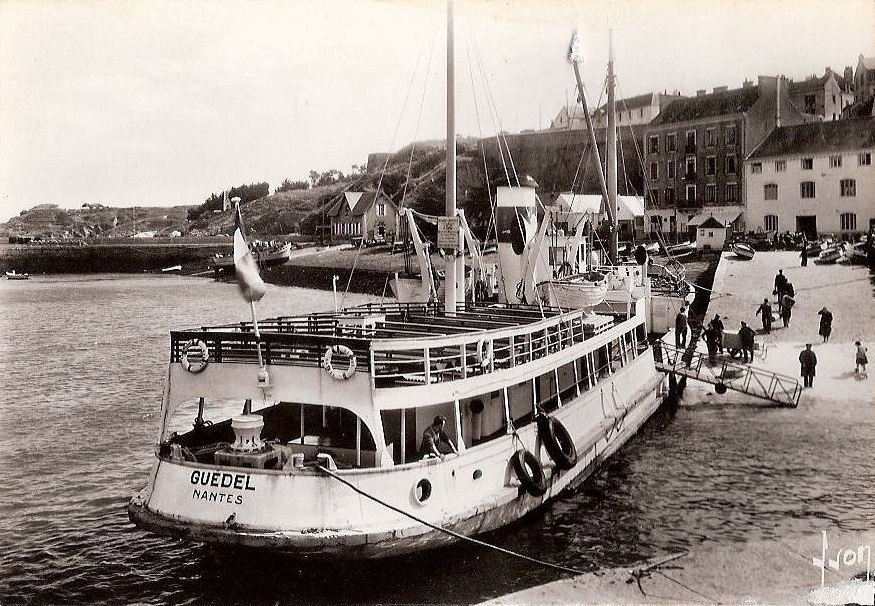
Le Guédel à quai au Palais.

### Belle-Isle
Le Belle-Isle est le premier roulier mixte mis en service en 1957 pour desservir Belle-Île-en-Mer. Il a véritablement révolutionné le transport des véhicules vers Belle-Île, en embarquant directement les voitures du quai au garage avec un tablier manœuvré par mât de charge. Plus besoin de passer un filet en dessous des voitures pour les déposer dans la cale du bateau. Après la mise en service du ferry Acadie en 1971, il est surtout utilisé pour seconder celui-ci durant la forte fréquentation des périodes estivales. Fin 1985, il est définitivement désarmé puis est racheté peu de temps après. Le Belle-Isle part au Sénégal et coule sur le fleuve Casamance à la fin des années 1980. 
| Longueur             | 35,75 m                      |
| Largeur              | 7,40 m                       |
| Capacité             | 300 passagers et 12 voitures |
| Vitesse de croisière | environ 10 nœuds             |

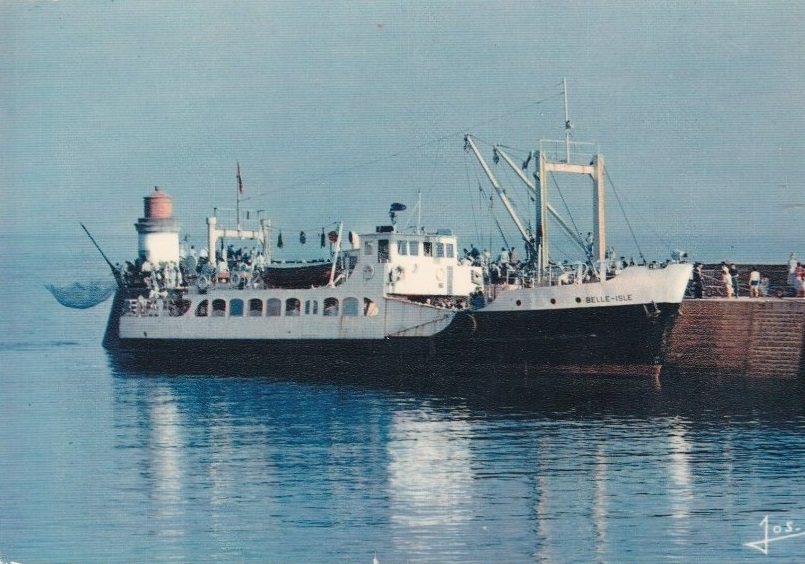
Le Belle-Isle à quai à Quiberon.
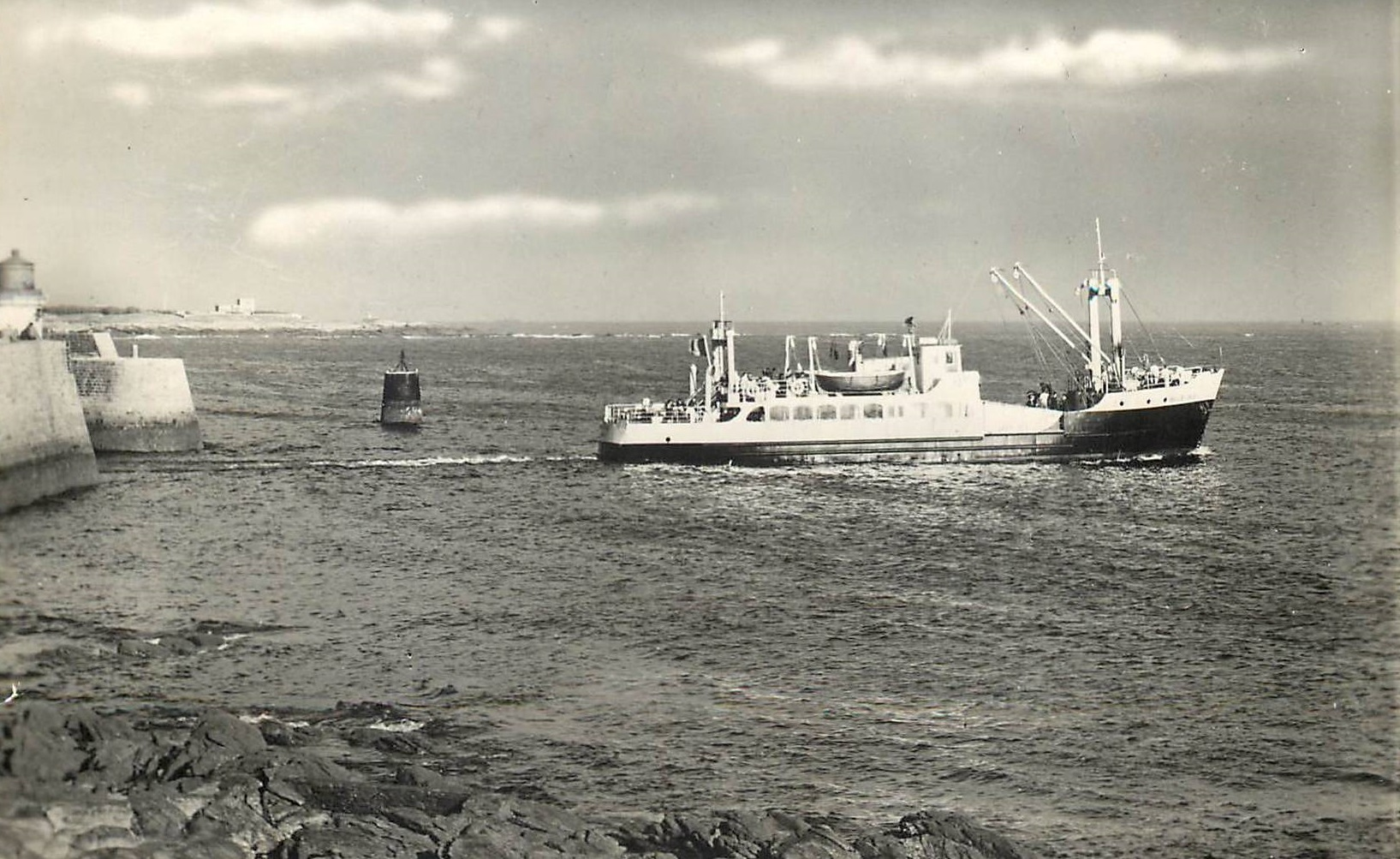
Départ du Belle-Isle pour Le Palais.
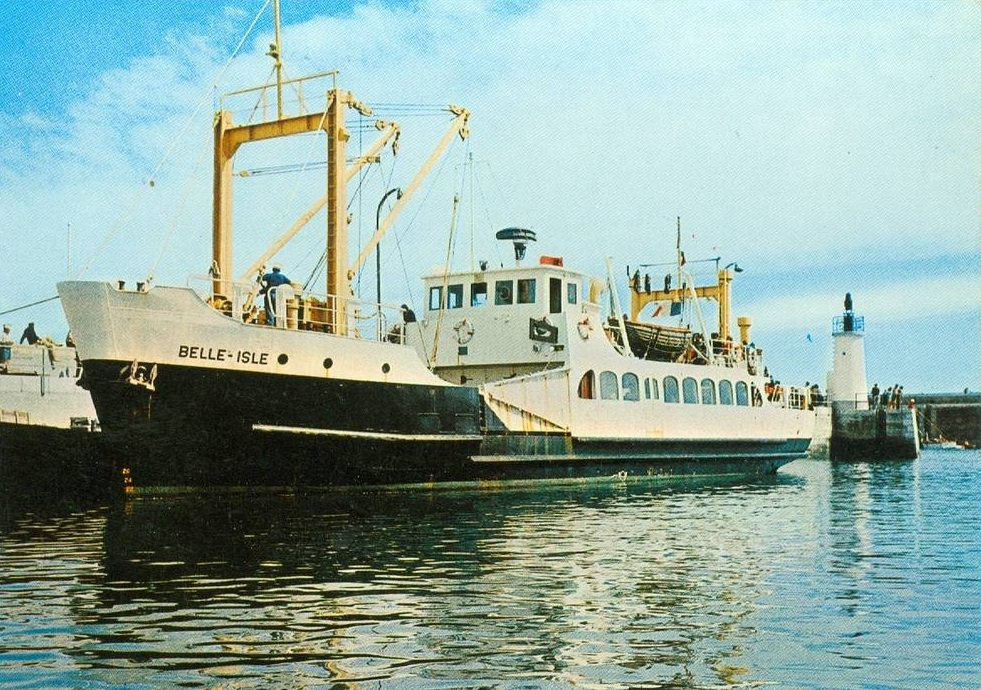
Belle-Isle à quai à Port-Maria.
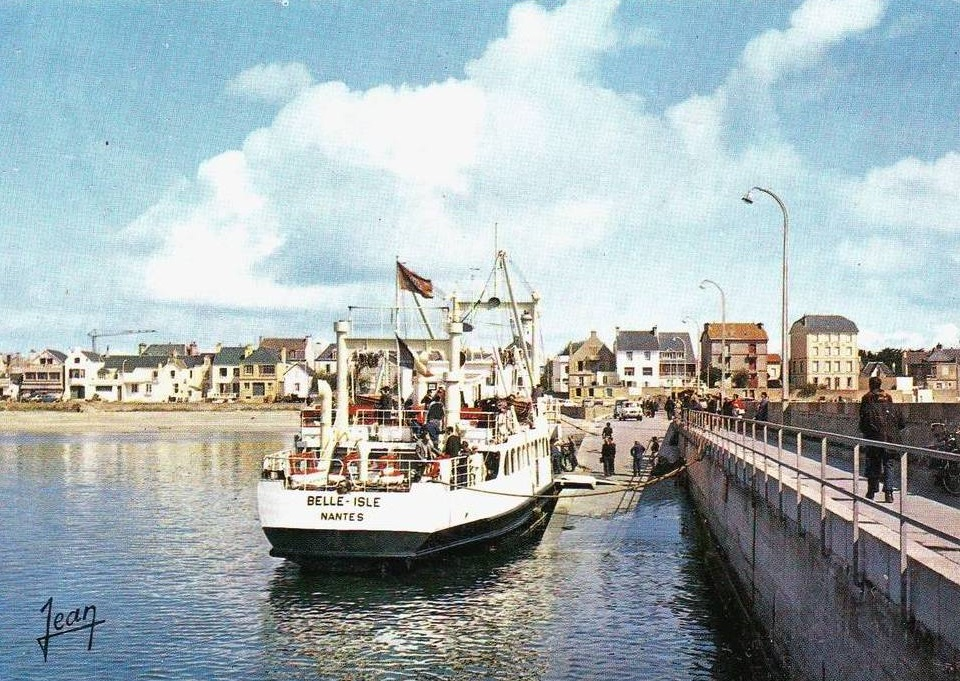
Le Belle-Isle à la nouvelle cale de Port-Maria.
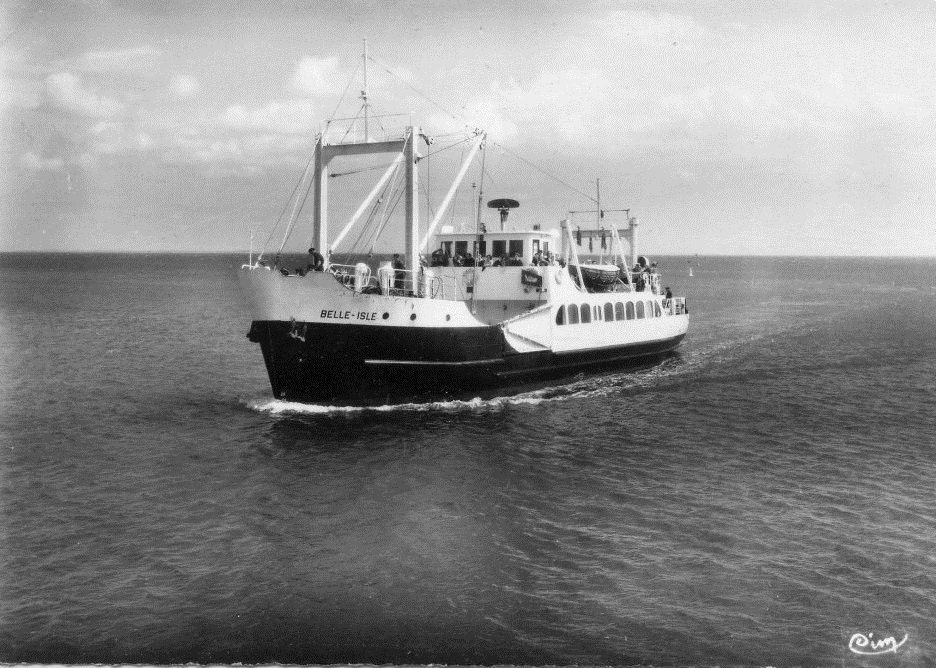
Le Belle-Isle en mer.
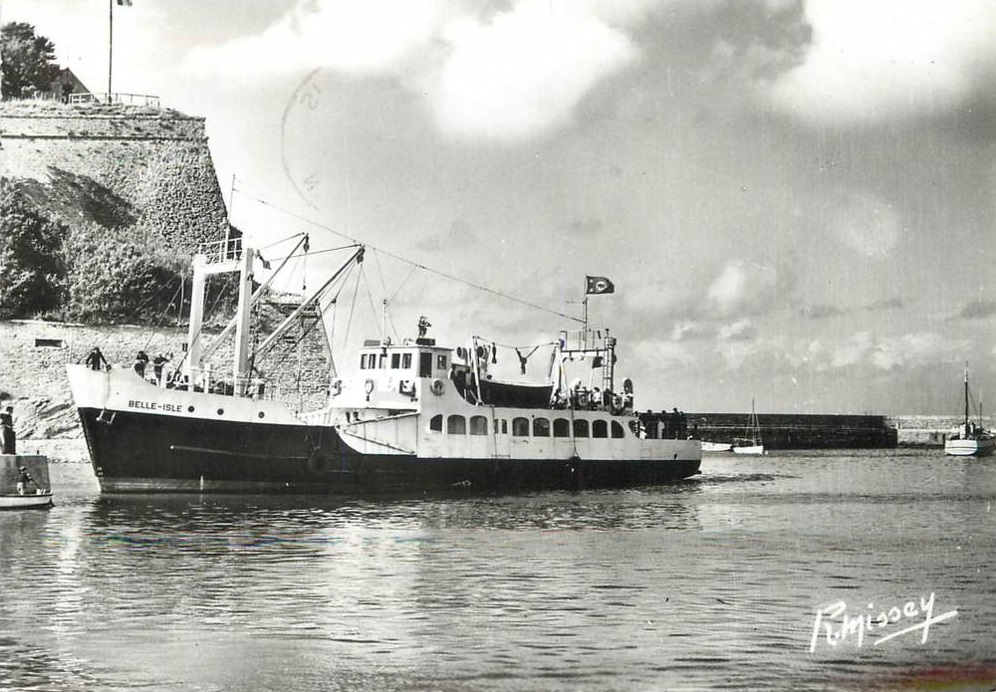
Arrivée du Belle-Isle au Palais

### Guerveur
Roulier mixte construit en 1966 par les Chantiers et Ateliers de la Perrière à Lorient, il était affecté à la ligne Le Palais–Quiberon jusqu'en 1998. Il a remplacé le Rêve d'Été, un bateau dont peu d'informations subsistent à l'heure actuelle. Guerveur est le premier roulier très confortable destiné aux îles du Ponant. En effet, il était équipé de stabilisateurs antiroulis, une première pour la liaison Quiberon–Belle-Île. Ce bateau était très apprécié des Bellilois, et qui, une dizaine d'années après l'arrêt de son exploitation, est encore dans toutes les mémoires de ces derniers.
Le Guerveur a été remplacé en 1998 par le Vindilis et fut placé comme navire de réserve jusqu'en 2006 où l'Acadie prit sa place.
Revendu, il est à partir de 2018, amarré dans le port de Caen. Il sert de navire de réception pour des séminaires.
| Longueur             | 45 m                         |
| Largeur              | 10 m                         |
| Capacité             | 612 passagers et 25 voitures |
| Vitesse de croisière | environ 12 nœuds             |

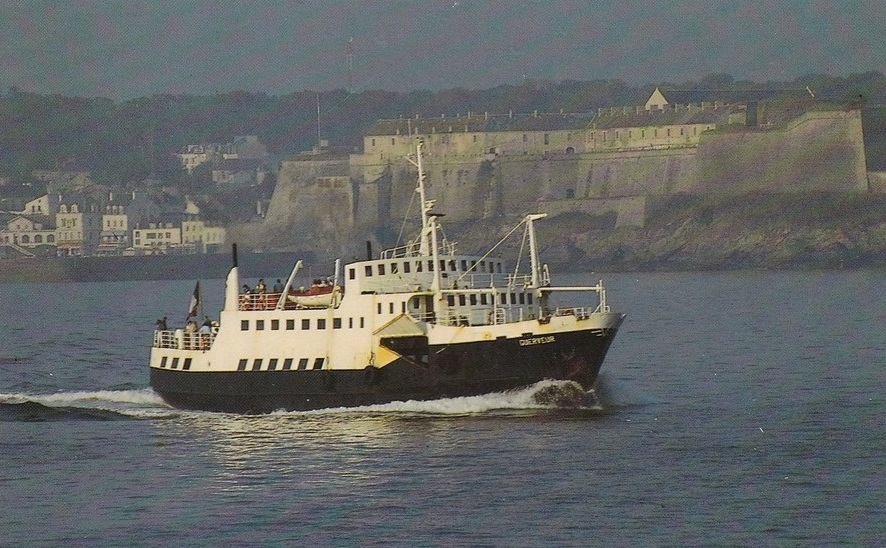
Le Guerveur

### Jean Pierre Calloc'h
Le Jean Pierre Calloc'h a été construit en 1970 par les Chantiers et Ateliers de la Perrière à Lorient. Il assurait la liaison Lorient–Groix jusqu'à son remplacement en 1985 par le Saint-Tudy. Ce roulier a été replacé sur la ligne Le Palais–Quiberon dès l'été 1985 pour remplacer le Belle-Isle. En 1986, il fut équipé d'un tablier sur tribord afin de faciliter les embarquements et débarquements des voitures à Belle-Île et à Quiberon. En 1998, le roulier Vindilis mis en service pousse le Guerveur à la réserve, et le Jean-Pierre Calloc'h au désarmement. Revendu en 1999 à Madagascar pour être exploité par la compagnie malgache Sambo Line où il effectuait une traversée hebdomadaire Nosy Be - Mahajanga hors période cyclonique, il a été gravement endommagé par le cyclone tropical Bondo en janvier 2007 et est longtemps resté hors service. Des travaux de rénovation ont été menés en 2016, et il est actuellement dans l'attente d'un repreneur.
| Longueur             | 34,70 m                           |
| Largeur              | 9 m                               |
| Capacité             | 350 passagers et 12 à 17 voitures |
| Vitesse de croisière | environ 10,5 nœuds                |

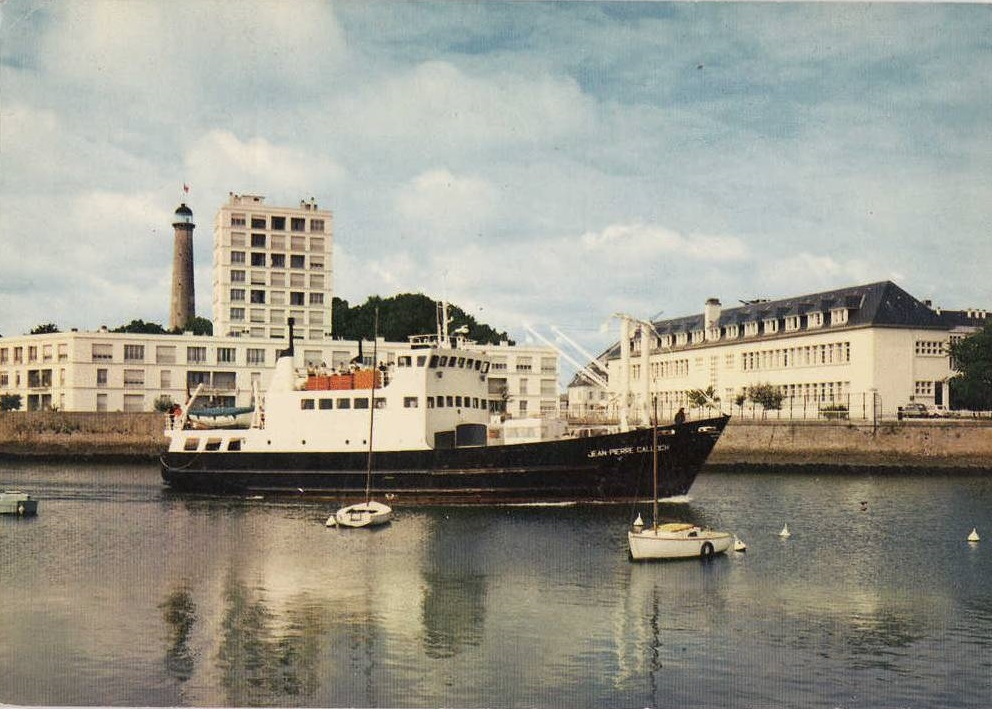
Départ du Jean Pierre Calloc'h pour Groix.
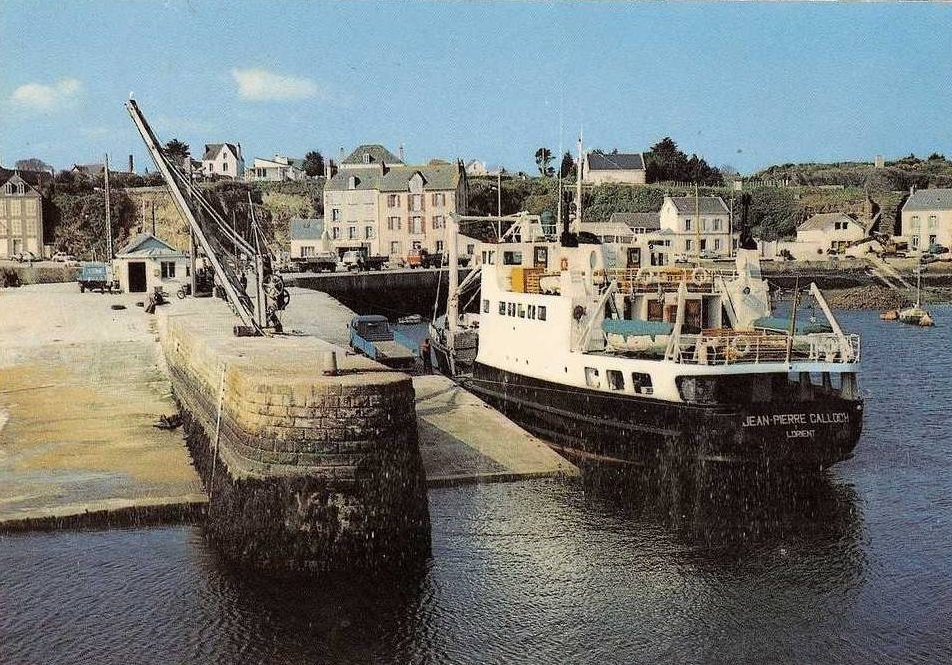
Le Jean Pierre Calloc'h à quai à Port-Tudy.
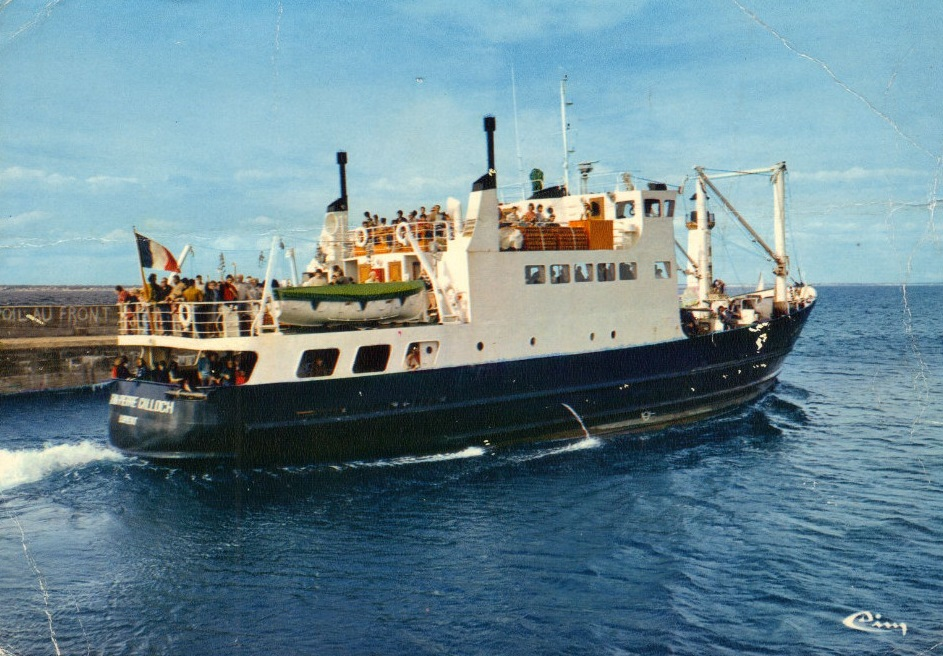
Appareillage du Jean Pierre Calloc'h pour Lorient.

### Acadie
Roulier mixte construit en 1971 par les Chantiers et Ateliers de la Perrière à Lorient, il fut affecté à la ligne Le Palais–Quiberon jusqu'en 2006.
Il est retiré du service régulier en 2006 après l'arrivée sur la ligne Le Palais–Quiberon du Bangor. L'Acadie était resté armé en cas d'avarie du Saint Tudy ou de l'Île de Groix sur la liaison Lorient–Groix. En été, l'Acadie pouvait aussi être utilisé sur la ligne Le Palais–Quiberon en complément du Vindilis et du Bangor et faire les liaisons réservées aux transports des marchandises.
Revendu, il fait escale au port de Le Palais, le 12 décembre 2020 pour un Adieu aux îliens. Il est arrivé à Moroni, aux Comores le 24 août 2021 où il commence une deuxième vie.
| Longueur             | 45 m                         |
| Largeur              | 10 m                         |
| Capacité             | 600 passagers et 25 voitures |
| Vitesse de croisière | 12 nœuds                     |

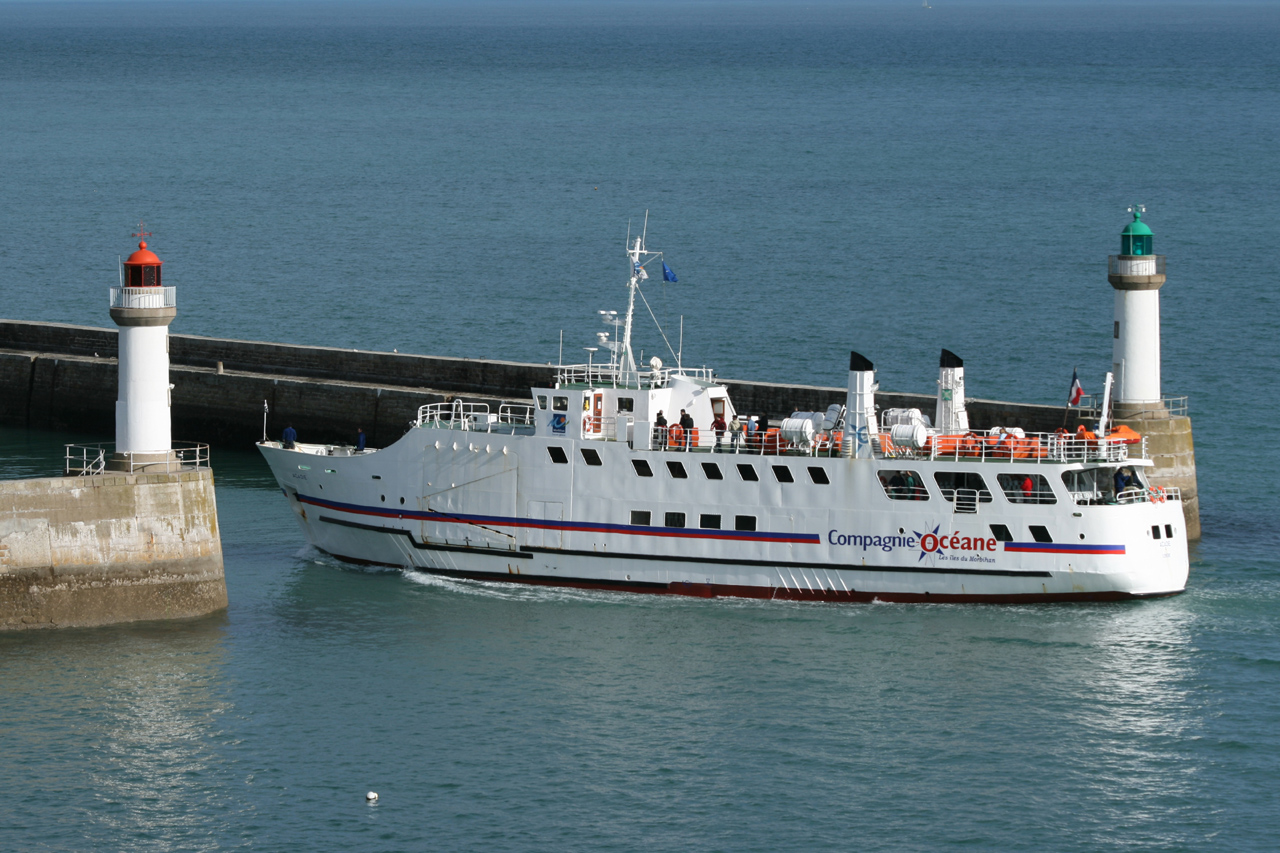
L'Acadie entre dans le port du Palais
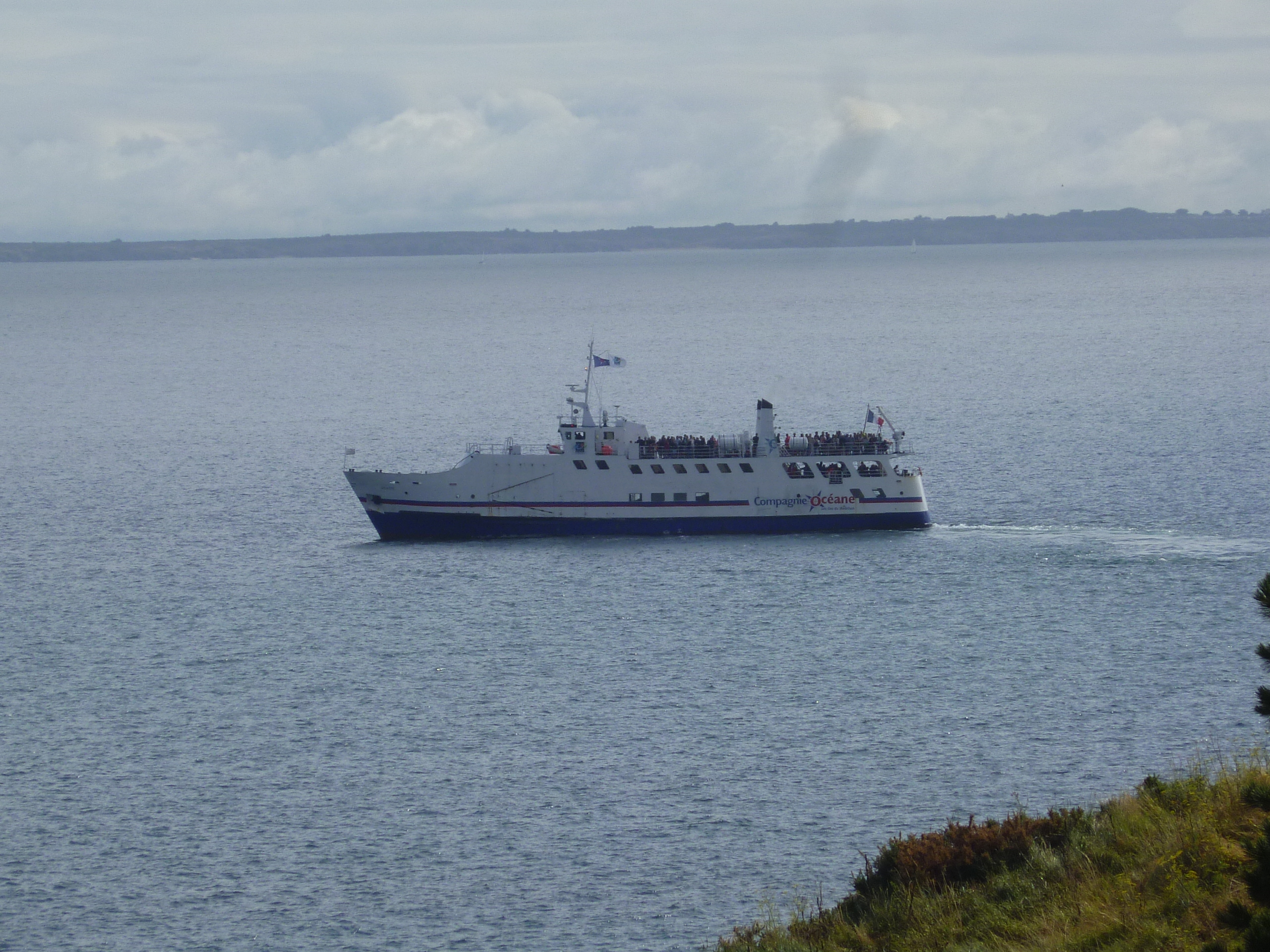
L'Acadie

### Locmaria 56
Le Locmaria 56 a été construit en 1998 par le chantier Kvaerner Fjellstrand à Singapour. Catamaran à grande vitesse, il assurait les liaisons Quiberon–Le Palais et Quiberon–Sauzon en 20 minutes, et Lorient–Sauzon en 60 minutes.
Trop gourmand en carburant, il a été revendu en 2010 à la Collectivité territoriale de Saint-Pierre-et-Miquelon sous le nom de Cabestan.
| Longueur             | 40 m                        |
| Largeur              | 10,10 m                     |
| Capacité             | 350 passagers               |
| Vitesse de croisière | 30 nœuds (maximum 34 nœuds) |

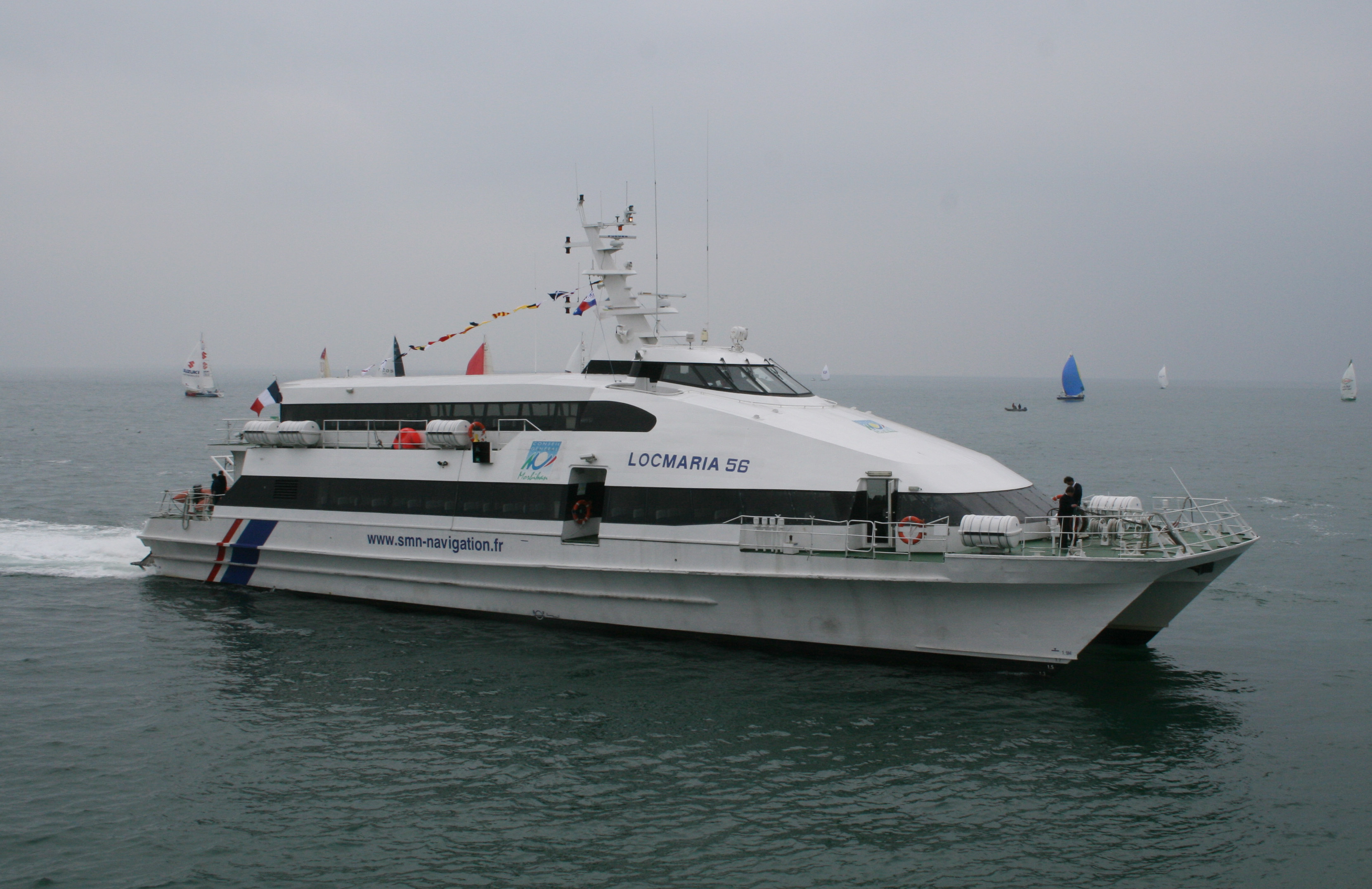
Locmaria 56

### Kreiz er Mor
Construit en 1977 par le chantier Chauvet à Paimbœuf. Il remplaça l'Île de Groix sur la ligne Lorient–Groix et a fait passer le Jean Pierre Calloch comme navire de remplacement. Dès l'arrivée du Saint Tudy en 1985, le Kreiz er Mor devient à son tour le bateau de soutien pour Groix.
Enfin, il a été désarmé en 2010 après son remplacement par l'Île de Groix. Après rénovation, il mène une seconde vie sur une ligne maritime à Madagascar.
| Longueur             | 39,10 m                      |
| Largeur              | 10,50 m                      |
| Capacité             | 520 passagers et 20 voitures |
| Vitesse de croisière | 12 nœuds                     |

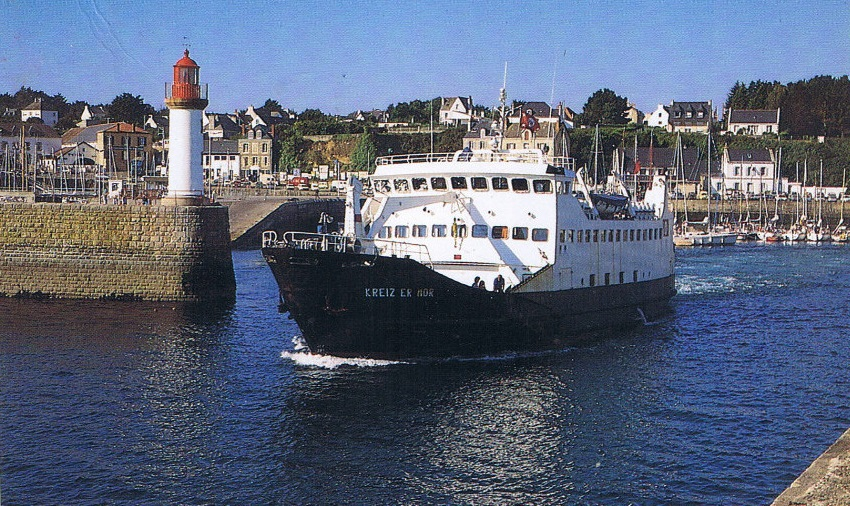
Kreiz er Mor

### Dravanteg
Vedette mixte construite en 1991 au chantier naval Aluminium Atlantique à Saint-Brévin-les-Pins. Depuis son remplacement par le Melvan en 2010, le Dravanteg n'est plus très souvent armé, à cause d'une consommation trop importante en carburant. Ainsi, lorsque le Melvan est indisponible, c'est le plus souvent le Kerdonis qui le remplace.
Vendu par le Conseil Départemental à la fin de l'année 2016, il a été déconstruit sur l'aire de réparation navale de  Lorient en 2020.
| Longueur             | 25,50 m                     |
| Largeur              | 9 m                         |
| Capacité             | 182 passagers et 2 voitures |
| Vitesse de croisière | 18 nœuds                    |

### Enez Edig
Vedette rapide construite en 2007 pour le compte de la compagnie Les Vedettes de l'Odet, et racheté pour l'été 2008 par la Compagnie Océane pour remplacer le Béniguet (ex Rose Héré), qui lui-même avait remplacé le Gourinis, après son naufrage près du phare de la Teignouse le 29 avril 2007.
Notons que durant l'été 2015, la Compagnie Penn ar Bed a affrété ce navire pour renforcer ses liaisons sur Ouessant, Molène et Sein. En 2016, la Compagnie Penn ar Bed exploite l'Enez Edig pour ses liaisons au départ de Camaret et en renfort sur ses lignes annuelles. l'Enez Edig remplace l'Andre Colin au sein de la Compagnie Penn ar Bed.
Vendue en 2016 à Armor Navigation. Il navigue désormais sous le nom d'Oiseau du Cap pour des promenades en mer au départ du port d'Erquy.
| Longueur             | 27,38 m       |
| Largeur              | 7,90 m        |
| Capacité             | 200 passagers |
| Vitesse de croisière | 15 nœuds      |